# Wilhelmina Acrel
Wilhelmina Sofia Acrel, född Larsson den 10 maj 1889 i Ramdala i Karlskrona, död 20 september 1975 i Stockholm, var en svensk biografägare, filmbolagsdirektör och filmproducent. Hon var Sveriges första kvinnliga filmbolagsdirektör och filmproducent.

## Biografi
Wilhelmina Acrel var dotter till lantbrukaren Lars Andersson och Emelie, född Karlsdotter. Hon var mellan åren 1921 och 1943 gift med Stig Arne (Ane) Acrel. Äktenskapet var barnlöst.
Wilhelmina Acrels gärning som filmbolagsdirektör och filmproducent tillhör de oskrivna kapitlen i svensk filmhistoria, men vägen till filmen var inte given. Efter att ha varit bosatt i Visby där hon arbetade som affärsbiträde och även studerade vid en teknisk skola flyttade hon till Stockholm 1911. Där studerade hon vid ett lärarinneseminarium i ett par terminer, men övergick snart till affärsbanan. Hon blev anställd som kassörska vid biografen Bostock 1912 men köpte så småningom biografen. År 1916 övertog hon Skånebiografen som döptes om till Söderkvarn. På grund av sjukdom avyttrade hon den senare. Engagemanget i biografen Bostock varade dock ända till 1950-talet.
Hon blev engagerad i Sveriges Biografägareförbund, där hon blev kassör. Hon kom också att ha hand om förbundets distributionsverksamhet. När Aktiebolaget Sveriges Biografägares Distributionsbyrå (SBD) bildades 1929, innehade Wilhemina Acrel den absoluta aktiemajoriteten. Hon bildade styrelse med maken Ane Acrel som suppleant.
Namnet till trots hade bolaget inget att göra med Sveriges Biografägareförbund, vilket påpekades av förbundet, som menade att det fanns risk för sammanblandning. Farhågan infriades i samband med att SBD ansökt om lotterimedel för stöd åt produktionen av den så kallade kungafilmen, Med folket för fosterlandet, 1938. I facktidningen Biografägaren anmärktes irriterat på att det inte fanns ett enda biografägarintresse bakom Wilhelmina Acrels bolag, som en gång varit en uthyrningsfirma för biografägarna men som 1929 kom i privata händer. Sveriges Biografägareförbund menade att namnet borde ha ändrats.
Samma år som SBD höjde aktiekapitalet, 1933, producerade bolaget sin första film, smugglardramat Kärlek och dynamit, som blev en ringa framgång. År 1935 kom Bränningar som var en av Ingrid Bergmans första filmer. Samma år bildades bolaget AB Suecia där Wilhelmina Acrel innehade en tredjedel av aktiestocken och bildade styrelse. Bolaget gjorde bara en film, Grabbarna i 57:an, 1935, en tidstypisk moralitet i regi av Ivar Johansson, som dock stilmässigt hör till de mer intressanta 1930-talsfilmerna. Den anknyter i mycket till tysk "Zillerealism" genom sin gråa miljöskildring och kan ses som en förelöpare till den så kallade neorealismen. AB Suecia förklarades i likvidation 1951 och då förde Wilhelmina Acrel ensam bolagets talan.
SBD producerade ytterligare ett par filmer, komedierna Fröken blir piga, 1936, och Mamma gifter sig, 1937, innan man gav sig på sitt dittills mest storslagna och ambitiösa projekt som också blev bolagets fall. Det var den ovan nämnda Med folket för fosterlandet, gjord till kungajubiléet 1938 och byggd på Erik Lindorms krönikor. Att vara producent utan egna produktionsresurser var ett vågspel under 1930-talet. Antalet filmbolagsfallissemang var omfattande, särskilt vad gäller de mindre bolagen. De stora, Svensk Filmindustri (SF) och Europa-Film, klarade sig för att de besatt samtliga led i produktionskedjan med ateljéer och stora biografkedjor. De stora förtjänsterna låg i det senare ledet.
För produktionen av kungafilmen hyrde SBD in sig i SF:s tekniska resurser men det blev mycket kostsamt. När SBD inte kunde leva upp till sina finansiella åtaganden övertog SF helt sonika filmen. SBD som överlåtit rättigheterna till ett annat bolag, AB Filmdistribution, begärde handräckning för att få ut negativ och filmkopior av den färdiga filmen med hänvisning till kontraktet med SF, som dock bestred det hela. Det slutade med rättssak där rådhusrätten dömde till SF:s fördel. SBD försattes i konkurs 1939. Därmed var det slut på Wilhelmina Acrels bana som filmproducent och hon kom framdeles endast att ägna sig åt biografägande.
Wilhelmina Acrel avled 1975 i Stockholm. Hon ligger begravd på Solna kyrkogård.